# Es Vedra
Illa Es Vedra – skalna wysepka o wysokości 382 m znajdująca się w archipelagu Baleary, w pobliżu wyspy Ibiza – kilkaset metrów od jej zachodniego brzegu. Obok niej leży mniejsza Illa Es Vedranell.
Es Vedra jest czasami wymieniana jako święta wyspa fenickiej bogini Tanit, nie ma na to jednak żadnych archeologicznych dowodów.

## Es Vedra w kulturze
Wyspę Es Vedra otacza szereg miejskich legend z nurtu New Age; jedną z nich jest rzekome pole magnetyczne wyspy, pomimo tego, że wyspa jest złożona głównie z wapienia i nie ma właściwości magnetycznych. Inne miejskie legendy mówią o dziwnych światłach widywanych w okolicy wyspy, o obserwacjach UFO, o powiązaniu wyspy z syrenami (zarówno tymi z mitologii greckiej, jak i rzymskiej), czy też o tym, że wyspa ma być rzekomo pozostałością Atlantydy.